# E-Prix di Roma 2022
L'E-Prix di Roma 2022 è stato il terzo appuntamento del Campionato mondiale di Formula E 2021-2022, suddiviso in due gare, che si sono tenute sul circuito cittadino dell'EUR il 9 e il 10 aprile 2022.

## Gara 1

### Prove libere
| Pos.           | No.            | Pilota           | Squadra              | Tempo          |
| Prove libere 1 | Prove libere 1 | Prove libere 1   | Prove libere 1       | Prove libere 1 |
| -------------- | -------------- | ---------------- | -------------------- | -------------- |
| 1              | 48             | Edoardo Mortara  | ROKiT Venturi Racing | 1:40.022       |
| 2              | 9              | Mitch Evans      | Jaguar TCS Racing    | 1:40.241       |
| 3              | 17             | Nyck de Vries    | Mercedes EQ          | 1:40.346       |
| Prove libere 2 |                |                  |                      |                |
| 1              | 25             | Jean-Éric Vergne | DS Techeetah         | 1:39.082       |
| 2              | 94             | Pascal Wehrlein  | TAG Heuer Porsche    | 1:39.253       |
| 3              | 10             | Sam Bird         | Jaguar TCS Racing    | 1:39.322       |

### Qualifiche
| Gruppo A | Gruppo A | Gruppo A          | Gruppo A             | Gruppo A  |
| Pos.     | No.      | Pilota            | Squadra              | Qualifica |
| -------- | -------- | ----------------- | -------------------- | --------- |
| 1        | 27       | Jake Dennis       | Avalanche Andretti   | 1:40.069  |
| 2        | 4        | Robin Frijns      | Envision Racing      | 1:40.128  |
| 3        | 5        | Stoffel Vandoorne | Mercedes EQ          | 1:40.128  |
| 4        | 94       | Pascal Wehrlein   | TAG Heuer Porsche    | 1:40.270  |
| 5        | 9        | Mitch Evans       | Jaguar TCS Racing    | 1:40.375  |
| 6        | 48       | Edoardo Mortara   | ROKiT Venturi Racing | 1:40.554  |
| 7        | 10       | Sam Bird          | Jaguar TCS Racing    | 1:40.836  |
| 8        | 29       | Alexander Sims    | Mahindra Racing      | 1:40.930  |
| 9        | 23       | Sébastien Buemi   | Nissan e.dams        | 1:40.945  |
| 10       | 28       | Oliver Askew      | Avalanche Andretti   | 1:40.950  |
| 11       | 33       | Dan Ticktum       | NIO 333              | 1:41.410  |

| Gruppo B | Gruppo B | Gruppo B               | Gruppo B                  | Gruppo B  |
| Pos.     | No.      | Pilota                 | Squadra                   | Qualifica |
| -------- | -------- | ---------------------- | ------------------------- | --------- |
| 1        | 13       | António Félix da Costa | DS Techeetah              | 1:40.227  |
| 2        | 25       | Jean-Éric Vergne       | DS Techeetah              | 1:40.309  |
| 3        | 36       | André Lotterer         | TAG Heuer Porsche         | 1:40.357  |
| 4        | 17       | Nyck de Vries          | Mercedes EQ               | 1:40.458  |
| 5        | 30       | Oliver Rowland         | Mahindra Racing           | 1:40.748  |
| 6        | 11       | Lucas Di Grassi        | ROKiT Venturi Racing      | 1:40.770  |
| 7        | 37       | Nick Cassidy           | Envision Racing           | 1:40.833  |
| 8        | 22       | Maximilian Günther     | Nissan e.dams             | 1:40.999  |
| 9        | 3        | Oliver Turvey          | NIO 333                   | 1:41.304  |
| 10       | 7        | Sérgio Sette Câmara    | Dragon / Penske Autosport | 1:41.570  |
| 11       | 99       | Antonio Giovinazzi     | Dragon / Penske Autosport | 1:41.756  |

|  | Quarti di finale | Quarti di finale | Quarti di finale |     |          | Semifinale | Semifinale | Semifinale |  |  | Finale | Finale | Finale |  |
|  |                  |                  |                  |     |          |            |            |            |  |  |        |        |        |  |
|  | DEV              | DEV              | 1:38.980         |     |          |            |            |            |  |  |        |        |        |  |
|  | DEV              | DEV              | 1:38.980         |     |          |            |            |            |  |  |        |        |        |  |
|  | DEN              | DEN              | 1:39.288         |     |          |            |            |            |  |  |        |        |        |  |
|  | DEN              | DEN              | 1:39.288         |     | FRI      | FRI        | 1:38.836   |            |  |  |        |        |        |  |
|  |                  |                  |                  |     | FRI      | FRI        | 1:38.836   |            |  |  |        |        |        |  |
|  |                  |                  | DEV              | DEV | 1:38.949 |            |            |            |  |  |        |        |        |  |
|  | LOT              | LOT              | DEV              | DEV | 1:38.949 | 1:39.482   |            |            |  |  |        |        |        |  |
|  | LOT              | LOT              |                  |     |          |            |            |            |  |  |        |        |        |  |
|  | FRI              | FRI              | 1:38.764         |     |          |            |            |            |  |  |        |        |        |  |
|  | FRI              | FRI              | 1:38.764         |     | VAN      | VAN        | 1:39.151   |            |  |  |        |        |        |  |
|  |                  |                  |                  |     |          |            |            |            |  |  |        |        |        |  |
|  |                  |                  | FRI              | FRI | 1:39.500 |            |            |            |  |  |        |        |        |  |
|  | VAN              | VAN              | FRI              | FRI | 1:39.500 | 1:38.596   |            |            |  |  |        |        |        |  |
|  | VAN              | VAN              |                  |     |          |            |            |            |  |  |        |        |        |  |
|  | JEV              | JEV              | 1:39.105         |     |          |            |            |            |  |  |        |        |        |  |
|  | JEV              | JEV              | 1:39.105         |     | VAN      | VAN        | 1:38.971   |            |  |  |        |        |        |  |
|  |                  |                  |                  |     | VAN      | VAN        | 1:38.971   |            |  |  |        |        |        |  |
|  |                  |                  | DAC              | DAC | 1:38.986 |            |            |            |  |  |        |        |        |  |
|  | WEH              | WEH              | DAC              | DAC | 1:38.986 | 1:39.363   |            |            |  |  |        |        |        |  |
|  | WEH              | WEH              |                  |     |          |            |            |            |  |  |        |        |        |  |
|  | DAC              | DAC              | 1:39.038         |     |          |            |            |            |  |  |        |        |        |  |

| Risultati qualifica | Risultati qualifica | Risultati qualifica    | Risultati qualifica       | Risultati qualifica | Risultati qualifica | Risultati qualifica | Risultati qualifica | Risultati qualifica |
| Pos.                | No.                 | Pilota                 | Squadra                   | Gruppi              | Quarti              | Semifinali          | Finale              | Griglia             |
| ------------------- | ------------------- | ---------------------- | ------------------------- | ------------------- | ------------------- | ------------------- | ------------------- | ------------------- |
| 1                   | 5                   | Stoffel Vandoorne      | Mercedes EQ               | 1:40.128            | 1:38.596            | 1:38.971            | 1:39.151            | 1                   |
| 2                   | 4                   | Robin Frijns           | Envision Racing           | 1:40.128            | 1:38.764            | 1:38.836            | 1:39.500            | 2                   |
| 3                   | 17                  | Nyck de Vries          | Mercedes EQ               | 1:40.458            | 1:38.980            | 1:38.949            |                     | 3                   |
| 4                   | 13                  | António Félix da Costa | DS Techeetah              | 1:40.227            | 1:39.038            | 1:38.986            | 4                   |                     |
| 5                   | 25                  | Jean-Éric Vergne       | DS Techeetah              | 1:40.309            | 1:39.105            |                     | 5                   |                     |
| 6                   | 27                  | Jake Dennis            | Avalanche Andretti        | 1:40.069            | 1:39.288            | 6                   |                     |                     |
| 7                   | 94                  | Pascal Wehrlein        | TAG Heuer Porsche         | 1:40.270            | 1:39.363            | 7                   |                     |                     |
| 8                   | 36                  | André Lotterer         | TAG Heuer Porsche         | 1:40.357            | 1:39.482            | 8                   |                     |                     |
| 9                   | 9                   | Mitch Evans            | Jaguar TCS Racing         | 1:40.375            |                     | 9                   |                     |                     |
| 10                  | 30                  | Oliver Rowland         | Mahindra Racing           | 1:40.748            | 10                  |                     |                     |                     |
| 11                  | 48                  | Edoardo Mortara        | ROKiT Venturi Racing      | 1:40.554            | 11                  |                     |                     |                     |
| 12                  | 11                  | Lucas Di Grassi        | ROKiT Venturi Racing      | 1:40.770            | 12                  |                     |                     |                     |
| 13                  | 10                  | Sam Bird               | Jaguar TCS Racing         | 1:40.836            | 13                  |                     |                     |                     |
| 14                  | 37                  | Nick Cassidy           | Envision Racing           | 1:40.833            | 14                  |                     |                     |                     |
| 15                  | 29                  | Alexander Sims         | Mahindra Racing           | 1:40.930            | 15                  |                     |                     |                     |
| 16                  | 22                  | Maximilian Günther     | Nissan e.dams             | 1:40.999            | 16                  |                     |                     |                     |
| 17                  | 23                  | Sébastien Buemi        | Nissan e.dams             | 1:40.945            | 17                  |                     |                     |                     |
| 18                  | 3                   | Oliver Turvey          | NIO 333                   | 1:41.304            | 18                  |                     |                     |                     |
| 19                  | 28                  | Oliver Askew           | Avalanche Andretti        | 1:40.950            | 19                  |                     |                     |                     |
| 20                  | 7                   | Sérgio Sette Câmara    | Dragon / Penske Autosport | 1:41.570            | 22                  |                     |                     |                     |
| 21                  | 33                  | Dan Ticktum            | NIO 333                   | 1:41.410            | 20                  |                     |                     |                     |
| 22                  | 99                  | Antonio Giovinazzi     | Dragon / Penske Autosport | 1:41.756            | 21                  |                     |                     |                     |

### Gara
| Pos. | No. | Pilota                 | Squadra                   | Giri | Tempo/Ritiro | Griglia | Punti |
| ---- | --- | ---------------------- | ------------------------- | ---- | ------------ | ------- | ----- |
| 1    | 9   | Mitch Evans            | Jaguar TCS Racing         | 27   | 51:59.632    | 9       | 25    |
| 2    | 4   | Robin Frijns           | Envision Racing           | 27   | +5.703       | 2       | 18    |
| 3    | 5   | Stoffel Vandoorne      | Mercedes EQ               | 27   | +6.966       | 1       | 15+3  |
| 4    | 25  | Jean-Éric Vergne       | DS Techeetah              | 27   | +7.553       | 5       | 12    |
| 5    | 10  | Sam Bird               | Jaguar TCS Racing         | 27   | +7.877       | 13      | 10    |
| 6    | 13  | António Félix da Costa | DS Techeetah              | 27   | +8.971       | 4       | 8     |
| 7    | 48  | Edoardo Mortara        | ROKiT Venturi Racing      | 27   | +13.356      | 11      | 6     |
| 8    | 94  | Pascal Wehrlein        | TAG Heuer Porsche         | 27   | +14.216      | 7       | 4     |
| 9    | 37  | Nick Cassidy           | Envision Racing           | 27   | +14.543      | 14      | 2+1   |
| 10   | 36  | André Lotterer         | TAG Heuer Porsche         | 27   | +19.339      | 8       | 1     |
| 11   | 11  | Lucas Di Grassi        | ROKiT Venturi Racing      | 27   | +19.731      | 12      |       |
| 12   | 29  | Alexander Sims         | Mahindra Racing           | 27   | +24.758      | 15      |       |
| 13   | 27  | Jake Dennis            | Avalanche Andretti        | 27   | +25.029      | 6       |       |
| 14   | 28  | Oliver Askew           | Avalanche Andretti        | 27   | +28.039      | 19      |       |
| 15   | 7   | Sérgio Sette Câmara    | Dragon / Penske Autosport | 27   | +28.645      | 20      |       |
| 16   | 23  | Sébastien Buemi        | Nissan e.dams             | 27   | +28.865      | 17      |       |
| 17   | 3   | Oliver Turvey          | NIO 333                   | 27   | +58.372      | 18      |       |
| 18   | 33  | Dan Ticktum            | NIO 333                   | 27   | +1:19.306    | 21      |       |
| 19   | 99  | Antonio Giovinazzi     | Dragon / Penske Autosport | 27   | +1:37.231    | 22      |       |
| Rit  | 17  | Nyck de Vries          | Mercedes EQ               | 25   | Incidente    | 3       |       |
| Rit  | 30  | Oliver Rowland         | Mahindra Racing           | 17   | Ritiro       | 10      |       |
| Rit  | 22  | Maximilian Günther     | Nissan e.dams             | 0    | Incidente    | 16      |       |

### Classifiche
La classifica dopo gara 1:
Classifica piloti
| +/- | Pos | Pilota                 | Punti |
| --- | --- | ---------------------- | ----- |
|     | 1   | Edoardo Mortara        | 49    |
|     | 2   | Stoffel Vandoorne      | 46    |
|     | 3   | Robin Frijns           | 42    |
|     | 4   | Jean-Éric Vergne       | 39    |
|     | 5   | Nyck de Vries          | 38    |
|     | 6   | Pascal Wehrlein        | 34    |
|     | 7   | André Lotterer         | 31    |
|     | 9   | Mitch Evans            | 26    |
|     | 8   | Jake Dennis            | 26    |
|     | 10  | Lucas Di Grassi        | 25    |
|     | 11  | Sam Bird               | 22    |
|     | 12  | António Félix da Costa | 20    |
|     | 13  | Nick Cassidy           | 10    |
|     | 14  | Sébastien Buemi        | 4     |
|     | 15  | Oliver Rowland         | 4     |
|     | 16  | Oliver Askew           | 2     |
|     | 17  | Maximilian Günther     | 2     |
|     | 18  | Alexander Sims         | 0     |
|     | 18  | Oliver Turvey          | 0     |
|     | 20  | Sérgio Sette Câmara    | 0     |
|     | 21  | Dan Ticktum            | 0     |
|     | 22  | Antonio Giovinazzi     | 0     |

Classifica squadre
| +/- | Pos | Squadra                          | Punti |
| --- | --- | -------------------------------- | ----- |
|     | 1   | Mercedes EQ Formula E Team       | 84    |
|     | 2   | ROKiT Venturi Racing             | 74    |
|     | 3   | TAG Heuer Porsche Formula E Team | 65    |
|     | 4   | DS Techeetah                     | 59    |
|     | 5   | Envision Racing                  | 52    |
|     | 6   | Jaguar TCS Racing                | 48    |
|     | 7   | Avalanche Andretti Formula E     | 28    |
|     | 8   | Nissan e.dams                    | 6     |
|     | 9   | Mahindra Racing                  | 4     |
|     | 10  | NIO 333 Formula E Team           | 0     |
|     | 11  | Dragon / Penske Autosport        | 0     |

## Gara 2

### Prove libere
| Pos.           | No.            | Pilota           | Squadra              | Tempo          |
| Prove libere 3 | Prove libere 3 | Prove libere 3   | Prove libere 3       | Prove libere 3 |
| -------------- | -------------- | ---------------- | -------------------- | -------------- |
| 1              | 25             | Jean-Éric Vergne | DS Techeetah         | 1:38.608       |
| 2              | 48             | Edoardo Mortara  | ROKiT Venturi Racing | 1:38.866       |
| 3              | 10             | Sam Bird         | Jaguar TCS Racing    | 1:39.143       |

### Qualifiche
| Gruppo A | Gruppo A | Gruppo A           | Gruppo A             | Gruppo A  |
| Pos.     | No.      | Pilota             | Squadra              | Qualifica |
| -------- | -------- | ------------------ | -------------------- | --------- |
| 1        | 4        | Robin Frijns       | Envision Racing      | 1:39.416  |
| 2        | 36       | André Lotterer     | TAG Heuer Porsche    | 1:39.614  |
| 3        | 27       | Jake Dennis        | Avalanche Andretti   | 1:39.790  |
| 4        | 10       | Sam Bird           | Jaguar TCS Racing    | 1:39.847  |
| 5        | 17       | Nyck de Vries      | Mercedes EQ          | 1:39.852  |
| 6        | 48       | Edoardo Mortara    | ROKiT Venturi Racing | 1:39.880  |
| 7        | 30       | Oliver Rowland     | Mahindra Racing      | 1:40.068  |
| 8        | 22       | Maximilian Günther | Nissan e.dams        | 1:40.328  |
| 9        | 37       | Nick Cassidy       | Envision Racing      | 1:40.375  |
| 10       | 33       | Dan Ticktum        | NIO 333              | 1:40.565  |
| 11       | 3        | Oliver Turvey      | NIO 333              | 1:40.749  |

| Gruppo B | Gruppo B | Gruppo B               | Gruppo B                  | Gruppo B  |
| Pos.     | No.      | Pilota                 | Squadra                   | Qualifica |
| -------- | -------- | ---------------------- | ------------------------- | --------- |
| 1        | 9        | Mitch Evans            | Jaguar TCS Racing         | 1:39.612  |
| 2        | 94       | Pascal Wehrlein        | TAG Heuer Porsche         | 1:39.669  |
| 3        | 5        | Stoffel Vandoorne      | Mercedes EQ               | 1:39.703  |
| 4        | 25       | Jean-Éric Vergne       | DS Techeetah              | 1:39.744  |
| 5        | 13       | António Félix da Costa | DS Techeetah              | 1:39.765  |
| 6        | 7        | Sérgio Sette Câmara    | Dragon / Penske Autosport | 1:40.012  |
| 7        | 11       | Lucas Di Grassi        | ROKiT Venturi Racing      | 1:40.065  |
| 8        | 23       | Sébastien Buemi        | Nissan e.dams             | 1:40.114  |
| 9        | 28       | Oliver Askew           | Avalanche Andretti        | 1:40.165  |
| 10       | 29       | Alexander Sims         | Mahindra Racing           | 1:40.469  |
| 11       | 99       | Antonio Giovinazzi     | Dragon / Penske Autosport | 1:40.574  |

|  | Quarti di finale | Quarti di finale | Quarti di finale |     |          | Semifinale | Semifinale | Semifinale |  |  | Finale | Finale | Finale |  |
|  |                  |                  |                  |     |          |            |            |            |  |  |        |        |        |  |
|  | JEV              | JEV              | 1:38.348         |     |          |            |            |            |  |  |        |        |        |  |
|  | JEV              | JEV              | 1:38.348         |     |          |            |            |            |  |  |        |        |        |  |
|  | FRI              | FRI              | 1:38.433         |     |          |            |            |            |  |  |        |        |        |  |
|  | FRI              | FRI              | 1:38.433         |     | LOT      | LOT        | 1:38.361   |            |  |  |        |        |        |  |
|  |                  |                  |                  |     | LOT      | LOT        | 1:38.361   |            |  |  |        |        |        |  |
|  |                  |                  | JEV              | JEV | 1:38.149 |            |            |            |  |  |        |        |        |  |
|  | VAN              | VAN              | JEV              | JEV | 1:38.149 | 1:38.776   |            |            |  |  |        |        |        |  |
|  | VAN              | VAN              |                  |     |          |            |            |            |  |  |        |        |        |  |
|  | LOT              | LOT              | 1:38.422         |     |          |            |            |            |  |  |        |        |        |  |
|  | LOT              | LOT              | 1:38.422         |     | DEN      | DEN        | 1:38.489   |            |  |  |        |        |        |  |
|  |                  |                  |                  |     |          |            |            |            |  |  |        |        |        |  |
|  |                  |                  | JEV              | JEV | 1:38.268 |            |            |            |  |  |        |        |        |  |
|  | DEN              | DEN              | JEV              | JEV | 1:38.268 | 1:38.225   |            |            |  |  |        |        |        |  |
|  | DEN              | DEN              |                  |     |          |            |            |            |  |  |        |        |        |  |
|  | WEH              | WEH              | 1:38.566         |     |          |            |            |            |  |  |        |        |        |  |
|  | WEH              | WEH              | 1:38.566         |     | DEN      | DEN        | 1:37.997   |            |  |  |        |        |        |  |
|  |                  |                  |                  |     | DEN      | DEN        | 1:37.997   |            |  |  |        |        |        |  |
|  |                  |                  | EVA              | EVA | 1:38.499 |            |            |            |  |  |        |        |        |  |
|  | BIR              | BIR              | EVA              | EVA | 1:38.499 | 1:38.425   |            |            |  |  |        |        |        |  |
|  | BIR              | BIR              |                  |     |          |            |            |            |  |  |        |        |        |  |
|  | EVA              | EVA              | 1:38.127         |     |          |            |            |            |  |  |        |        |        |  |

| Risultati qualifica | Risultati qualifica | Risultati qualifica    | Risultati qualifica       | Risultati qualifica | Risultati qualifica | Risultati qualifica | Risultati qualifica | Risultati qualifica |
| Pos.                | No.                 | Pilota                 | Squadra                   | Gruppi              | Quarti              | Semifinali          | Finale              | Griglia             |
| ------------------- | ------------------- | ---------------------- | ------------------------- | ------------------- | ------------------- | ------------------- | ------------------- | ------------------- |
| 1                   | 25                  | Jean-Éric Vergne       | DS Techeetah              | 1:39.744            | 1:38.348            | 1:38.149            | 1:38.268            | 1                   |
| 2                   | 27                  | Jake Dennis            | Avalanche Andretti        | 1:39.790            | 1:38.225            | 1:37.997            | 1:38.489            | 2                   |
| 3                   | 36                  | André Lotterer         | TAG Heuer Porsche         | 1:39.614            | 1:38.422            | 1:38.361            |                     | 3                   |
| 4                   | 9                   | Mitch Evans            | Jaguar TCS Racing         | 1:39.612            | 1:38.127            | 1:38.499            | 4                   |                     |
| 5                   | 10                  | Sam Bird               | Jaguar TCS Racing         | 1:39.847            | 1:38.425            |                     | 5                   |                     |
| 6                   | 4                   | Robin Frijns           | Envision Racing           | 1:39.416            | 1:38.433            | 6                   |                     |                     |
| 7                   | 94                  | Pascal Wehrlein        | TAG Heuer Porsche         | 1:39.669            | 1:38.566            | 7                   |                     |                     |
| 8                   | 5                   | Stoffel Vandoorne      | Mercedes EQ               | 1:39.703            | 1:38.776            | 8                   |                     |                     |
| 9                   | 13                  | António Félix da Costa | DS Techeetah              | 1:39.765            |                     | 9                   |                     |                     |
| 10                  | 17                  | Nyck de Vries          | Mercedes EQ               | 1:39.852            | 13                  |                     |                     |                     |
| 11                  | 7                   | Sérgio Sette Câmara    | Dragon / Penske Autosport | 1:40.012            | 10                  |                     |                     |                     |
| 12                  | 48                  | Edoardo Mortara        | ROKiT Venturi Racing      | 1:39.880            | 11                  |                     |                     |                     |
| 13                  | 11                  | Lucas Di Grassi        | ROKiT Venturi Racing      | 1:40.065            | 12                  |                     |                     |                     |
| 14                  | 30                  | Oliver Rowland         | Mahindra Racing           | 1:40.068            | 14                  |                     |                     |                     |
| 15                  | 23                  | Sébastien Buemi        | Nissan e.dams             | 1:40.114            | 15                  |                     |                     |                     |
| 16                  | 22                  | Maximilian Günther     | Nissan e.dams             | 1:40.328            | 16                  |                     |                     |                     |
| 17                  | 28                  | Oliver Askew           | Avalanche Andretti        | 1:40.165            | 17                  |                     |                     |                     |
| 18                  | 37                  | Nick Cassidy           | Envision Racing           | 1:40.375            | 18                  |                     |                     |                     |
| 19                  | 29                  | Alexander Sims         | Mahindra Racing           | 1:40.469            | 19                  |                     |                     |                     |
| 20                  | 33                  | Dan Ticktum            | NIO 333                   | 1:40.565            | 20                  |                     |                     |                     |
| 21                  | 99                  | Antonio Giovinazzi     | Dragon / Penske Autosport | 1:40.574            | 21                  |                     |                     |                     |
| 22                  | 3                   | Oliver Turvey          | NIO 333                   | 1:40.749            | 22                  |                     |                     |                     |

### Gara
| Pos. | No. | Pilota                 | Squadra                   | Giri | Tempo/Ritiro | Griglia | Punti |
| ---- | --- | ---------------------- | ------------------------- | ---- | ------------ | ------- | ----- |
| 1    | 9   | Mitch Evans            | Jaguar TCS Racing         | 27   | 52:55.224    | 4       | 25    |
| 2    | 25  | Jean-Éric Vergne       | DS Techeetah              | 27   | +0.584       | 1       | 18+3  |
| 3    | 4   | Robin Frijns           | Envision Racing           | 27   | +1.606       | 6       | 15+1  |
| 4    | 36  | André Lotterer         | TAG Heuer Porsche         | 27   | +2.093       | 3       | 12    |
| 5    | 5   | Stoffel Vandoorne      | Mercedes EQ               | 27   | +2.756       | 8       | 10    |
| 6    | 94  | Pascal Wehrlein        | TAG Heuer Porsche         | 27   | +4.655       | 7       | 8     |
| 7    | 3   | Oliver Turvey          | NIO 333                   | 27   | +7.097       | 22      | 6     |
| 8    | 11  | Lucas Di Grassi        | ROKiT Venturi Racing      | 27   | +8.680       | 12      | 4     |
| 9    | 23  | Sébastien Buemi        | Nissan e.dams             | 27   | +8.796       | 15      | 2     |
| 10   | 33  | Dan Ticktum            | NIO 333                   | 27   | +11.130      | 20      | 1     |
| 11   | 22  | Maximilian Günther     | Nissan e.dams             | 27   | +11.221      | 16      |       |
| 12   | 7   | Sérgio Sette Câmara    | Dragon / Penske Autosport | 27   | +12.309      | 10      |       |
| 13   | 13  | António Félix da Costa | DS Techeetah              | 27   | +13.134      | 9       |       |
| 14   | 17  | Nyck de Vries          | Mercedes EQ               | 27   | +14.207      | 13      |       |
| 15   | 28  | Oliver Askew           | Avalanche Andretti        | 27   | +20.429      | 17      |       |
| Rit  | 10  | Sam Bird               | Jaguar TCS Racing         | 26   | Incidente    | 5       |       |
| Rit  | 37  | Nick Cassidy           | Envision Racing           | 25   | Incidente    | 18      |       |
| Rit  | 27  | Jake Dennis            | Avalanche Andretti        | 21   | Incidente    | 2       |       |
| Rit  | 29  | Alexander Sims         | Mahindra Racing           | 16   | Incidente    | 19      |       |
| Rit  | 30  | Oliver Rowland         | Mahindra Racing           | 14   | Ritiro       | 14      |       |
| Rit  | 48  | Edoardo Mortara        | ROKiT Venturi Racing      | 7    | Incidente    | 11      |       |
| Rit  | 99  | Antonio Giovinazzi     | Dragon / Penske Autosport | 7    | Ritiro       | 21      |       |

### Classifiche
La classifica dopo gara 2:
Classifica piloti
| +/- | Pos | Pilota                 | Punti |
| --- | --- | ---------------------- | ----- |
|     | 1   | Jean-Éric Vergne       | 60    |
|     | 2   | Robin Frijns           | 58    |
|     | 3   | Stoffel Vandoorne      | 56    |
|     | 4   | Mitch Evans            | 51    |
|     | 5   | Edoardo Mortara        | 49    |
|     | 6   | André Lotterer         | 43    |
|     | 7   | Pascal Wehrlein        | 42    |
|     | 8   | Nyck de Vries          | 38    |
|     | 9   | Lucas Di Grassi        | 29    |
|     | 10  | Jake Dennis            | 26    |
|     | 11  | Sam Bird               | 22    |
|     | 12  | António Félix da Costa | 20    |
|     | 13  | Nick Cassidy           | 10    |
|     | 14  | Oliver Turvey          | 6     |
|     | 15  | Sébastien Buemi        | 6     |
|     | 16  | Oliver Rowland         | 4     |
|     | 17  | Maximilian Günther     | 2     |
|     | 18  | Oliver Askew           | 2     |
|     | 19  | Dan Ticktum            | 1     |
|     | 20  | Alexander Sims         | 0     |
|     | 21  | Sérgio Sette Câmara    | 0     |
|     | 22  | Antonio Giovinazzi     | 0     |

Classifica squadre
| +/- | Pos | Squadra                          | Punti |
| --- | --- | -------------------------------- | ----- |
|     | 1   | Mercedes EQ Formula E Team       | 94    |
|     | 2   | TAG Heuer Porsche Formula E Team | 85    |
|     | 3   | DS Techeetah                     | 80    |
|     | 4   | ROKiT Venturi Racing             | 78    |
|     | 5   | Jaguar TCS Racing                | 73    |
|     | 6   | Envision Racing                  | 68    |
|     | 7   | Avalanche Andretti Formula E     | 28    |
|     | 8   | Nissan e.dams                    | 8     |
|     | 9   | NIO 333 Formula E Team           | 7     |
|     | 10  | Mahindra Racing                  | 4     |
|     | 11  | Dragon / Penske Autosport        | 0     |